# Iberochondrostoma olisiponensis
A boga-de-boca-arqueada ou boga-de-lisboa (Iberochondrostoma olisiponensis) é um peixe de água doce descoberto em 2007 na região terminal da bacia hidrográfica do rio Tejo, em Portugal.

## Identificação
A boga-de-boca-arqueada é um ciprinídeo de pequenas dimensões. Os adultos têm entre 5 a 11 cm, no entanto existem registos de espécimes com cerca de 18 cm. Esta espécie distingue-se das restantes espécies Ibéricas de boga pela ausência de lâmina córnea no lábio inferior, boca muito arqueada e ausência de intensa coloração avermelhada na base das barbatanas.
As barbatanas pélvicas são alongadas, chegam ao ânus e frequentemente passam a inserção da barbatana anal nos machos. As barbatanas dorsal, pélvica e anal têm geralmente 8 raios ramificados. Possui 36 a 43 escamas na linha lateral, 7.0 a 8.5 escamas acima da linha lateral, 13 a 16 escamas circumpedunculares, denticulações nos dentes faríngeos (cuja fórmula é 6-5/ 5) e 15 a 19 branquispinhas. Pode distinguir-se da boga-portuguesa (I. lusitanicum), uma espécie filogeneticamente próxima que habita a mesma área geográfica, por ter o corpo mais alto, cabeça mais longa, olhos maiores, barbatanas peitoral e pélvica e último raio anal mais longos, origem das barbatanas anal e pélvica mais anterior e origem das barbatanas peitorais mais posterior. Contrariamente às outras espécies Ibéricas de boga, a boga-de-lisboa apresenta dimorfismo sexual externo, em que os machos possuem barbatanas pélvicas mais longas que passam o ânus e frequentemente se sobrepõem com a barbatana anal.

## Origem
Foi estimado, a partir de um relógio molecular, que esta espécie se terá separado do seu parente mais próximo entre 7•9 e 12•5 milhões de anos atrás (Miocénico médio-superior). Este período coincide com uma fase de endorreismo na Península Ibérica.

## Distribuição
Esta espécie é endémica da região terminal da bacia hidrográfica do rio Tejo. Foi apenas encontrada em quatro tributários deste rio, nomeadamente, no rio Trancão (Paul das Caniceiras), no rio Maior (ribeira de Almoster), na Ribeira de Muge, na margem sul do Tejo (Almeirim e Alpiarça) e na ribeira de Cabanas, no concelho de Santarém.

## Conservação
A boga-de-boca-arqueada é relativamente rara, mesmo nos seus locais de ocorrência. Adicionalmente, a sua distribuição está limitada a uma área de grande impacto humano sobre os recursos hídricos, através de exploração de água para agricultura, introdução de espécies exóticas, libertação de efluentes não tratados e drenagem de zonas húmidas. Estes factores colocam em risco a sobrevivência desta espécie.
A espécie foi classificada como Criticamente Ameaçada B1ab(i,ii,iii,iv,v)+2ab(i,ii,iii,iv,v) de acordo com os critérios da IUCN.